# باك جونز
باك جونز (بالإنجليزية: Buck Jones)‏ هو ممثل أمريكي، ولد في 12 ديسمبر 1891 بفينسينس في الولايات المتحدة، وتوفي في 30 نوفمبر 1942 ببوسطن في الولايات المتحدة.

## وصلات خارجية
- باك جونز على موقع IMDb (الإنجليزية)
- باك جونز على موقع ألو سيني (الفرنسية)
- باك جونز على موقع أول موفي (الإنجليزية)
- باك جونز على موقع قاعدة بيانات الأفلام السويدية (السويدية)
- باك جونز على موقع إن إن دي بي (الإنجليزية)
- باك جونز على موقع قاعدة بيانات الفيلم (الإنجليزية)
- باك جونز على موقع كينوبويسك (الروسية)